# Championnats du monde d'haltérophilie 1906
Navigation
Édition précédente Édition suivante
Les championnats du monde d'haltérophilie 1906 ont lieu à Lille, en France, le 18 mars 1906.

## Palmarès

### Hommes
| Catégorie            | Or                          | Argent              | Bronze                |
| -------------------- | --------------------------- | ------------------- | --------------------- |
| Poids plumes - 60 kg | Daniel de Lapalud (SUI)     | Joseph Staen (FRA)  | Charles Cellier (FRA) |
| Poids légers - 70 kg | Georges Lorthiois (FRA)     | Pierre Slosse (FRA) | Arthur Fessler (SUI)  |
| Poids moyens - 80 kg | Albert Deroubaix (FRA)      | Louis Vasseur (FRA) | Gustave Lacroix (FRA) |
| Poids lourds +80 kg  | Heinrich Schneidereit (GER) | Émile Besson (SUI)  | Gustave Falleur (FRA) |